# Пиренга (река)
Пиренга (от саам. пырр — кругом, кружиться) — река в Мурманской области России. Протекает по территории городского округа город Полярные Зори. Впадает в озеро Имандра.

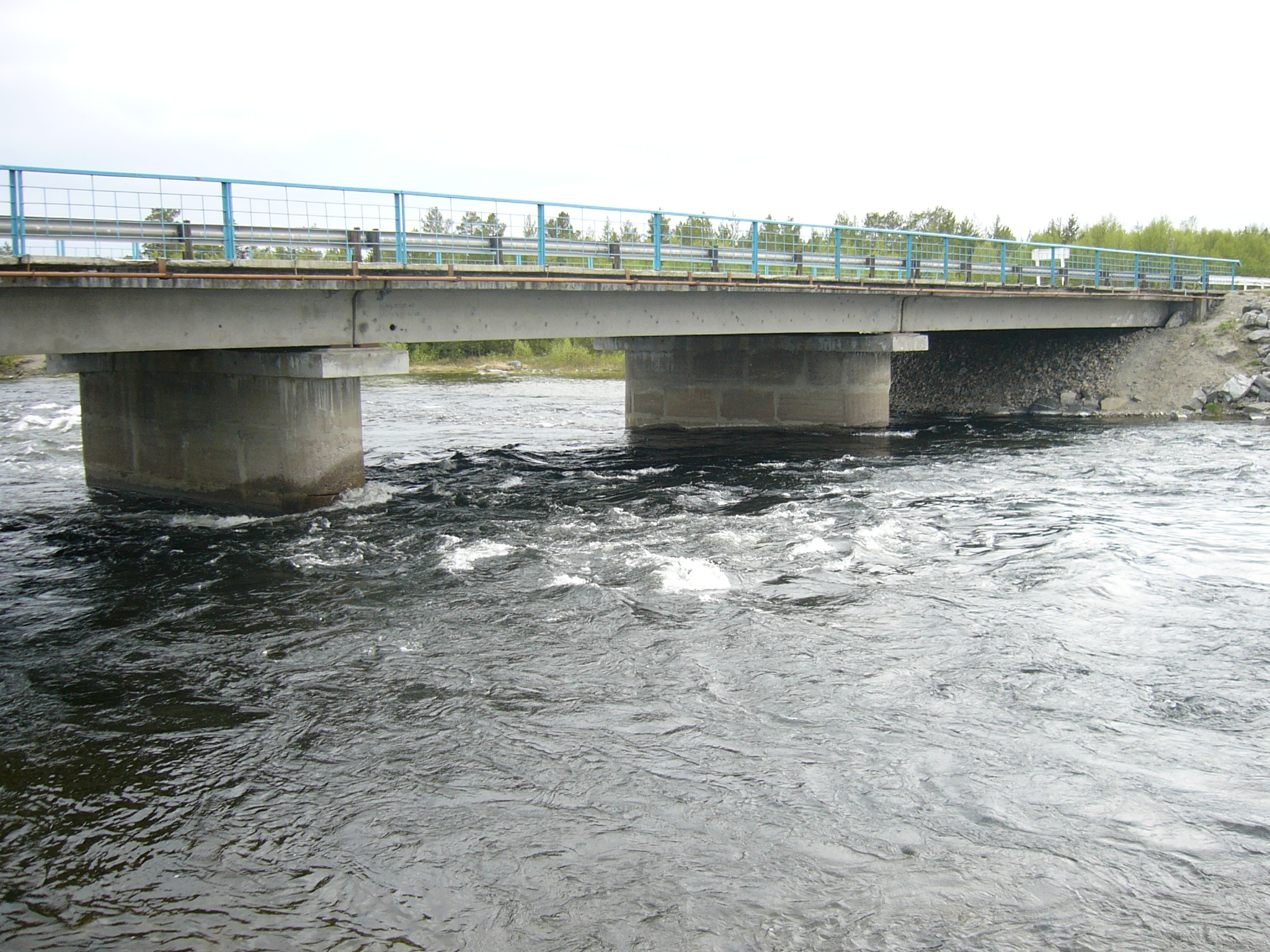
Мост через Пиренгу

Длина реки составляет 3,5 км. Площадь бассейна 4260 км².
Берёт начало в озере Нижняя Пиренга на высоте 137,1 м над уровнем моря. Протекает по лесной местности. У истока, в нежилом посёлке Пиренга, преграждена плотиной. Впадает в губу Княжая озера Имандра на высоте 127,5 м над уровнем моря. Через реку перекинут автомобильный мост на трассе Кола.

## Данные водного реестра
По данным государственного водного реестра России относится к Баренцево-Беломорскому бассейновому округу, водохозяйственный участок реки — река Нива, включая озеро Имандра. Речной бассейн реки — бассейны рек Кольского полуострова и Карелии.
Код объекта в государственном водном реестре — 02020000312101000009717.